# Saurauia callithrix
Saurauia callithrix är en tvåhjärtbladig växtart som beskrevs av Friedrich Anton Wilhelm Miquel. Saurauia callithrix ingår i släktet Saurauia och familjen Actinidiaceae. Inga underarter finns listade i Catalogue of Life.